# Rykowisko (góra)
Rykowisko (dawniej niem. Latzelberg, po 1945 r. również Krańcowy Dział, Dzialcowa) – góra ze szczytem na wysokości 948 m n.p.m. znajdująca się w Masywie Śnieżnika w Sudetach, na terenie Śnieżnickiego Parku Krajobrazowego.

## Geografia, geologia i przyroda
Rykowisko stanowi rozległy szczyt we wschodnim grzbiecie Śnieżnika, biegnącym wzdłuż granicy polsko-czeskiej, na europejskim dziale wodnym zlewisk Bałtyku i Morza Czarnego. Ku zachodowi przechodzi w Dziczy Grzbiet, na wschód opada przez Danielową Polanę na Przełęcz Płoszczynę, stanowiącą granicę oddzielającą Masyw Śnieżnika od Gór Bialskich. Ku północy od Rykowiska odchodzi grzbiet prowadzący przez Przełęcz Staromorawską do Zawady, która wciska się między doliny dwóch rzek: Kamienicy i Morawki.
Płaski szczyt Rykowiska zbudowany jest z gnejsów i łupków metamorficznych należących do metamorfiku Lądka i Śnieżnika. Porośnięty jest w całości dolnoreglowym lasem świerkowym.

## Turystyka
Przez Rykowisko przechodzi  szlak pieszy z Bielic i Przełęcz Płoszczynę na Śnieżnik. Zbocze trawersuje stary szlak zwany Drogą Staromorawską. Nieco poniżej znajdują tzw. „Szwedzkie Szańce” – pozostałości po ziemnych umocnieniach, które są przypisywane wojskom szwedzkim z czasów wojny trzydziestoletniej.

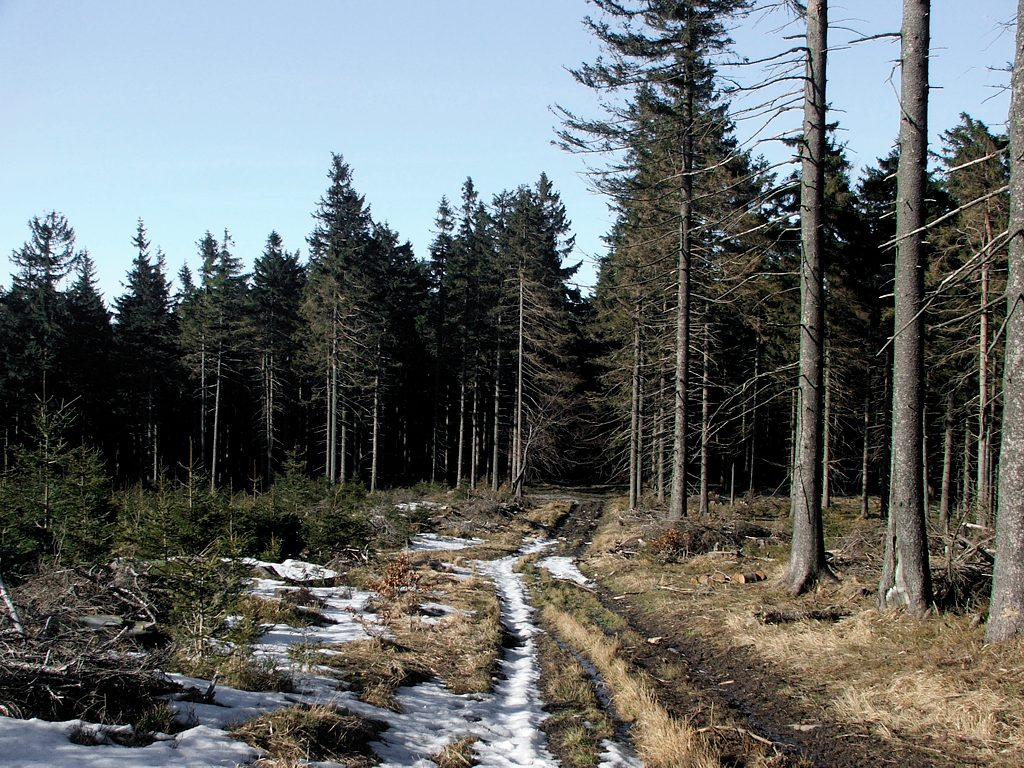
Las na północnym stoku góry